# UCI-Weltrangliste Straßenradsport (Frauen)
Die UCI-Weltrangliste Straßenradsport der Frauen wurde 1994 vom Weltradsportverband Union Cycliste Internationale als Straßenradsportweltrangliste für Fahrerinnen und Nationen eingeführt. Seit 1999 gibt es auch für UCI Women’s Teams eine eigene Wertung.

## Regeln und Punkteskala
Die einzelnen Weltranglisten werden gemäß den Regeln der UCI wie folgt errechnet (Stand Saisonbeginn 2025):

### Einzelwertung
In der Einzelwertung werden wöchentlich die erzielten Punkte folgender Rennen dem Punktekonto der jeweiligen Fahrerin hinzugerechnet und die Punkte des Vorjahres gestrichen. Die meisten Punkte werden bei den Weltmeisterschaften und den olympischen Spielen vergeben, die wenigsten bei nationalen Meisterschaften von Ländern, die nicht bei den jeweils letzten Weltmeisterschaften teilgenommen haben.

#### Weltmeisterschaften, olympische Wettbewerbe
- Straßenrennen: 600 bis 3 Punkte für die ersten 60 Fahrerinnen
- Einzelzeitfahren: 350 bis 3 Punkt für die ersten 25 Fahrerinnen
- U23 Straßenrennen: 200 bis 3 für die ersten 40 Fahrerinnen
- U23 Einzelzeitfahren: 125 bis 3 für die ersten 20 Fahrerinnen
- Mixed-Staffel: 300 bis 5 Punkte für die ersten 25 Teams, geteilt durch die weiblichen Teilnehmer, die das Rennen beenden

#### Eintagesrennen und Etappenrennen
- UCI Women’s WorldTour:
  - 400 bis 8 Punkte für die ersten 40 Fahrerinnen
  - bei Etappenrennen zusätzlich:
    - 50 bis 6 Punkte für die ersten 10
    - Tragen des Führungstrikot pro Etappe: 8 Punkte

  - Tragen des Führungstrikot der WorldTour: 6 Punkte
- UCI ProSeries
  - 200 bis 3 Punkte für die ersten 30 Fahrerinnen
  - bei Etappenrennen zusätzlich:
    - 25 bis 4 Punkte für die ersten 8
    - Tragen des Führungstrikot: 5 Punkte
- Kategorie 1:
  - 125 bis 3 Punkte für die ersten 25 Fahrerinnen
  - bei Etappenrennen zusätzlich:
    - 16 bis 2 Punkte für die ersten acht Fahrerinnen
    - Tragen des Führungstrikot: 3 Punkte
- Kategorie 2:
  - 40 bis 3 Punkte für die ersten 10 Fahrerinnen
  - bei Etappenrennen zusätzlich:
    - 8 bis 1 Punkte für die ersten 4 Fahrerinnen
    - Tragen des Führungstrikot: 1 Punkt

#### Kontinentale Meisterschaften und ausgewählte Regionale Spiele
- Straßenrennen: 250 bis 3 Punkte für die ersten 30 Fahrerinnen
- Einzelzeitfahren: 70 bis 3 Punkte für die ersten 10 Fahrerinnen
- U23 Straßenrennen: 125 bis 3 Punkte für die ersten 20 Fahrerinnen
- U23 Einzelzeitfahren: 50 bis 1 Punkte für die ersten 10 Fahrerinnen
- Mannschaftszeitfahren und Mixed-Staffel: 70 bis 3 Punkte für die ersten 10 Teams, geteilt durch die weiblichen Teilnehmer, die das Rennen beenden

#### Nationale Meisterschaften
- Länder, die an der letzten Weltmeisterschaft teilgenommen haben
  - Straßenrennen: 100 bis 3 Punkte für die ersten 10 Fahrerinnen
  - Einzelzeitfahren: 50 bis 1 Punkt für die ersten 10 Fahrerinnen
- andere Länder und U23
  - Straßenrennen: 50 bis 1 Punkte für die ersten 10 Fahrerinnen
  - Einzelzeitfahren: 25 bis 3 Punkt für die ersten 5 Fahrerinnen

### Teamwertung
Für die Teamwertung werden die erzielten Punkte der acht besten Fahrerinnen eines UCI Women’s Teams addiert. Die Punkte werden zum Saisonbeginn auf „null“ zurückgesetzt.

### Nationenwertung
Nationenwertung gibt es für Elite und U23. Es werden jeweils die erzielten Punkte der fünf besten Fahrerinnen addiert.

## Führende
Nachfolgend sind die Führenden der Weltranglisten der Frauen für Fahrerinnen, Teams und Nationen jeweils am Ende einer jeden Saison aufgelistet:
| Saison | Fahrerinnen            | Teams                             | Nationen    |
| ------ | ---------------------- | --------------------------------- | ----------- |
| 2024   | Lotte Kopecky          | Team SD Worx-Protime              | Niederlande |
| 2023   | Demi Vollering         | Team SD Worx                      | Niederlande |
| 2022   | Annemiek van Vleuten   | Team SD Worx                      | Niederlande |
| 2021   | Annemiek van Vleuten   | Team SD Worx                      | Niederlande |
| 2020   | Anna van der Breggen   | Trek-Segafredo                    | Niederlande |
| 2019   | Lorena Wiebes          | Boels Dolmans Cyclingteam         | Niederlande |
| 2018   | Annemiek van Vleuten   | Boels Dolmans Cyclingteam         | Niederlande |
| 2017   | Annemiek van Vleuten   | Boels Dolmans Cyclingteam         | Niederlande |
| 2016   | Megan Guarnier         | Boels Dolmans Cyclingteam         | Niederlande |
| 2015   | Anna van der Breggen   | Rabo Liv Women Cycling Team       | Niederlande |
| 2014   | Marianne Vos           | Rabo Liv Women Cycling Team       | Niederlande |
| 2013   | Emma Johansson         | Orica-AIS                         | Niederlande |
| 2012   | Marianne Vos           | Stichting Rabo Women Cycling Team | Niederlande |
| 2011   | Marianne Vos           | Nederland Bloeit                  | Niederlande |
| 2010   | Marianne Vos           | Cervelo Test Team                 | Niederlande |
| 2009   | Marianne Vos           | Cervelo Test Team                 | Niederlande |
| 2008   | Marianne Vos           | Team Columbia Women               | Deutschland |
| 2007   | Marianne Vos           | T-Mobile Women                    | Deutschland |
| 2006   | Nicole Cooke           | Univega Pro Cycling Team          | Deutschland |
| 2005   | Oenone Wood            | Equipe Nürnberger Versicherungen  | Deutschland |
| 2004   | Judith Arndt           | Equipe Nürnberger Versicherungen  | Deutschland |
| 2003   | Susanne Ljungskog      | Bik-Power Plate                   | Deutschland |
| 2002   | Susanne Ljungskog      | Saturn Cycling Team               | Deutschland |
| 2001   | Anna Millward          | Saturn Cycling Team               | Deutschland |
| 2000   | Diana Žiliūtė          | Acca Due O-Lorena Camicie         | Italien     |
| 1999   | Hanka Kupfernagel      | Saturn Cycling Team               | Deutschland |
| Saison | Fahrerinnen            | Fahrerinnen                       | Nationen    |
| 1998   | Diana Žiliūtė          | Diana Žiliūtė                     | Litauen     |
| 1997   | Hanka Kupfernagel      | Hanka Kupfernagel                 | ?           |
| 1996   | Jeannie Longo-Ciprelli | Jeannie Longo-Ciprelli            | ?           |
| 1995   | Jeannie Longo-Ciprelli | Jeannie Longo-Ciprelli            | ?           |
| 1994   | Monica Valvik-Valen    | Monica Valvik-Valen               | ?           |